# لانچیا آپریلیا
لانچیا آپریلیا (Lancia Aprilia) خودرویی است که در سال‌های ۱۹۳۷–۱۹۴۹تولید شده‌است.
طراحی آن خودروهای موتور جلو-محور عقب بوده طول آن در حالت طبیعی ۳٬۹۶۰ میلیمتر (۱۵۵٫۹ اینچ)، عرض آن در حالت طبیعی ۱٬۴۷۰ میلیمتر (۵۷٫۹ اینچ) و وزن آن در حالت طبیعی ۹۰۰ کیلوگرم (۱٬۹۸۴ پوند) است.

## نگارخانه

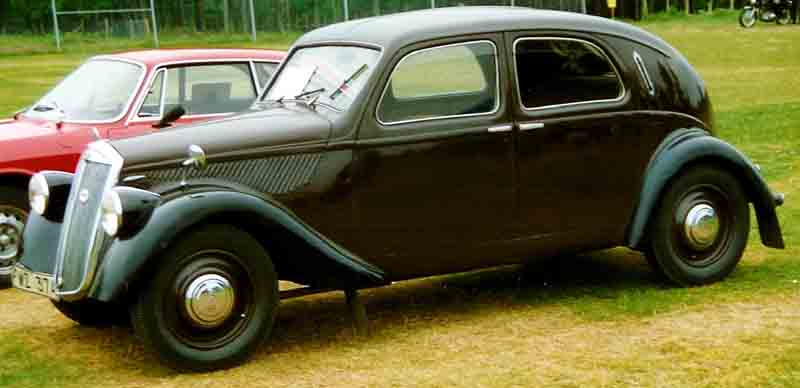
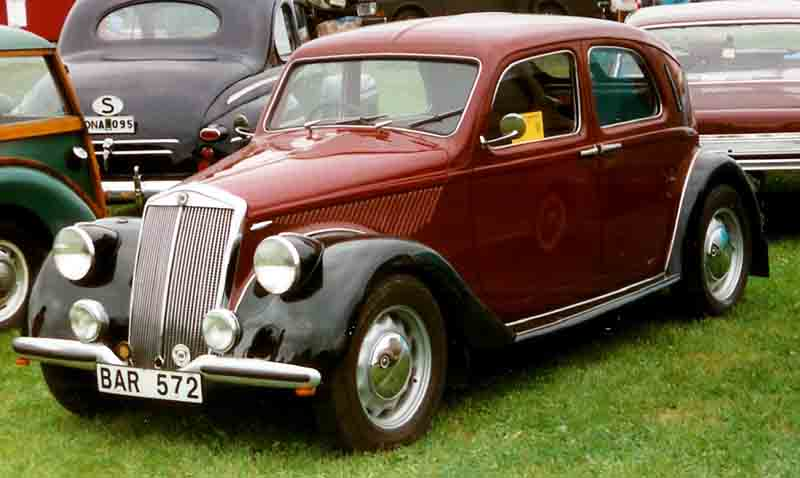
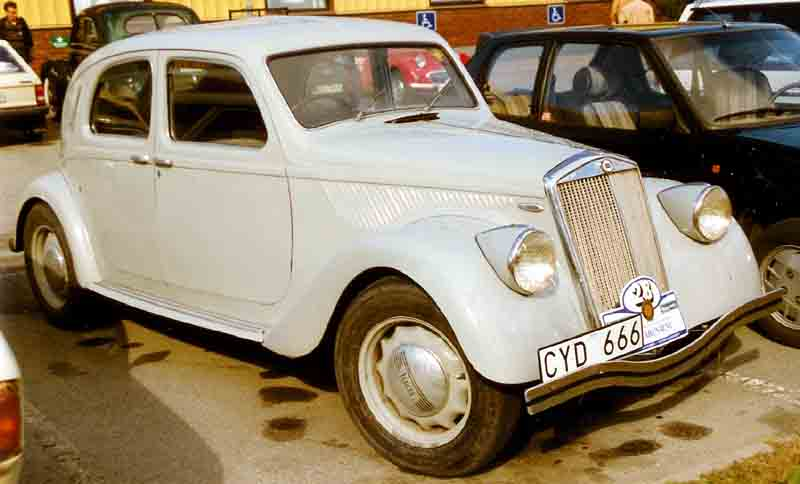
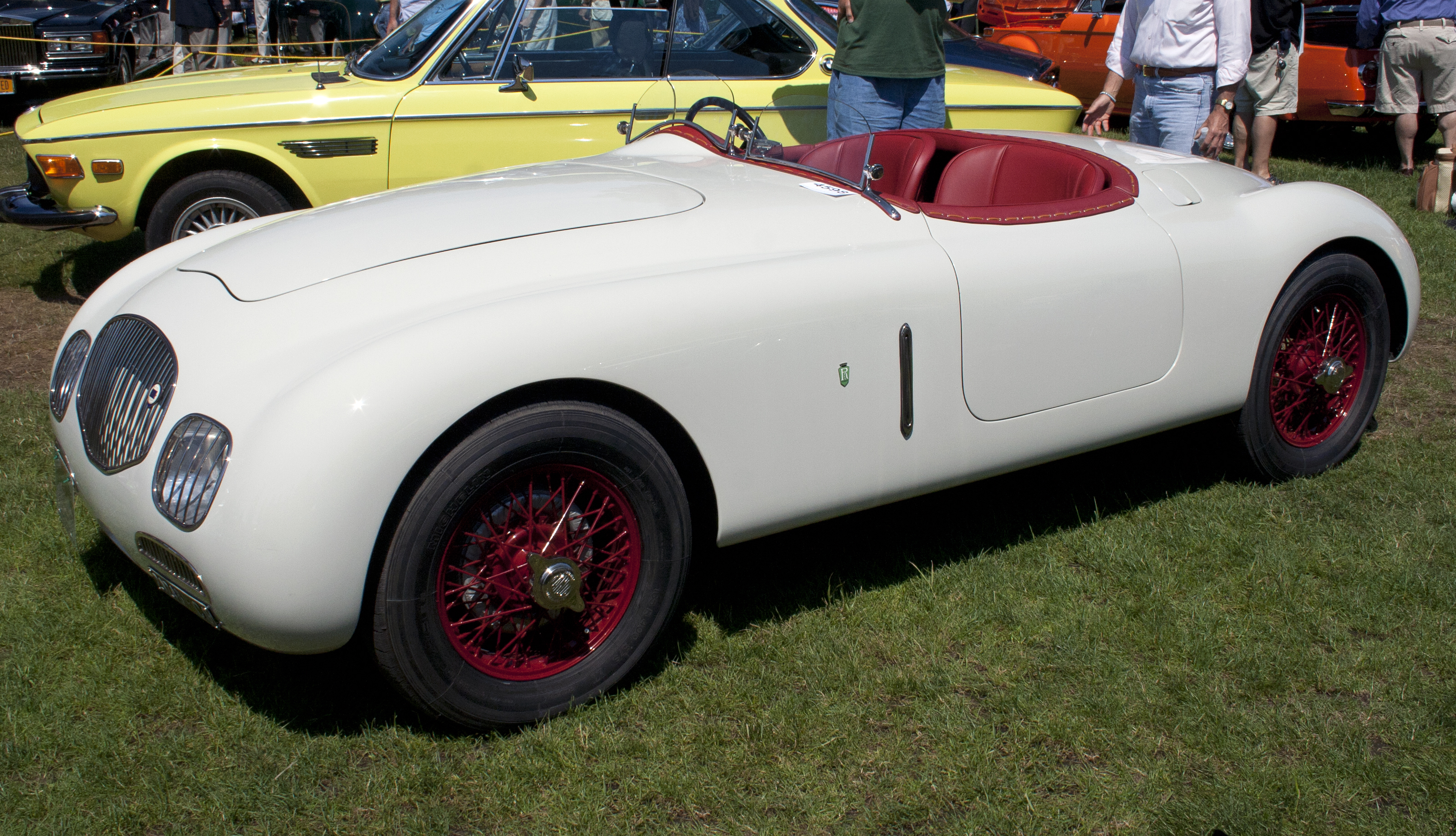
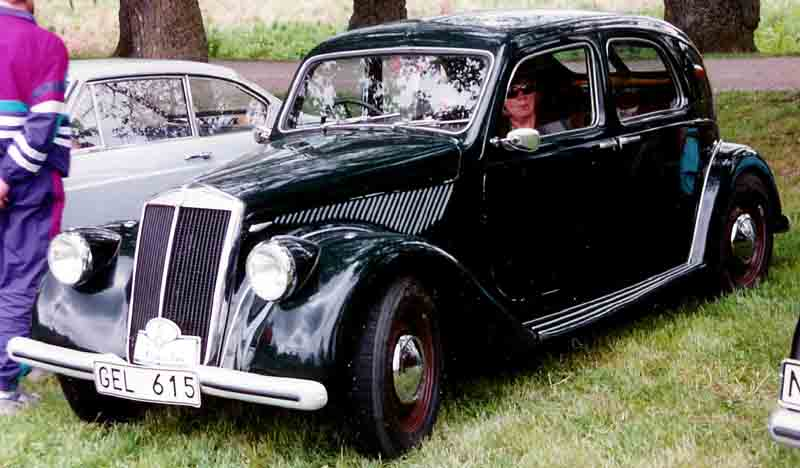
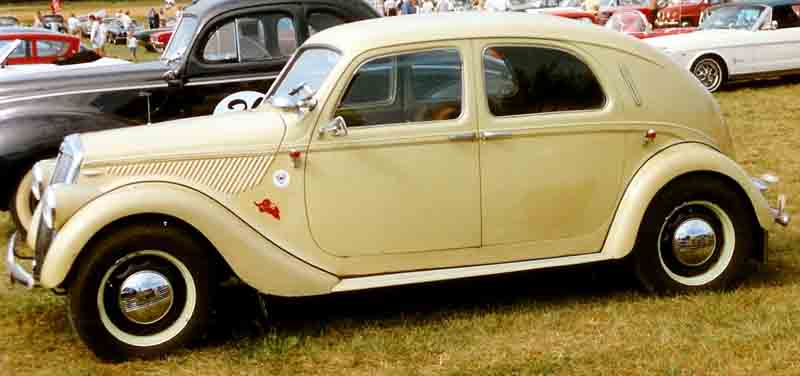
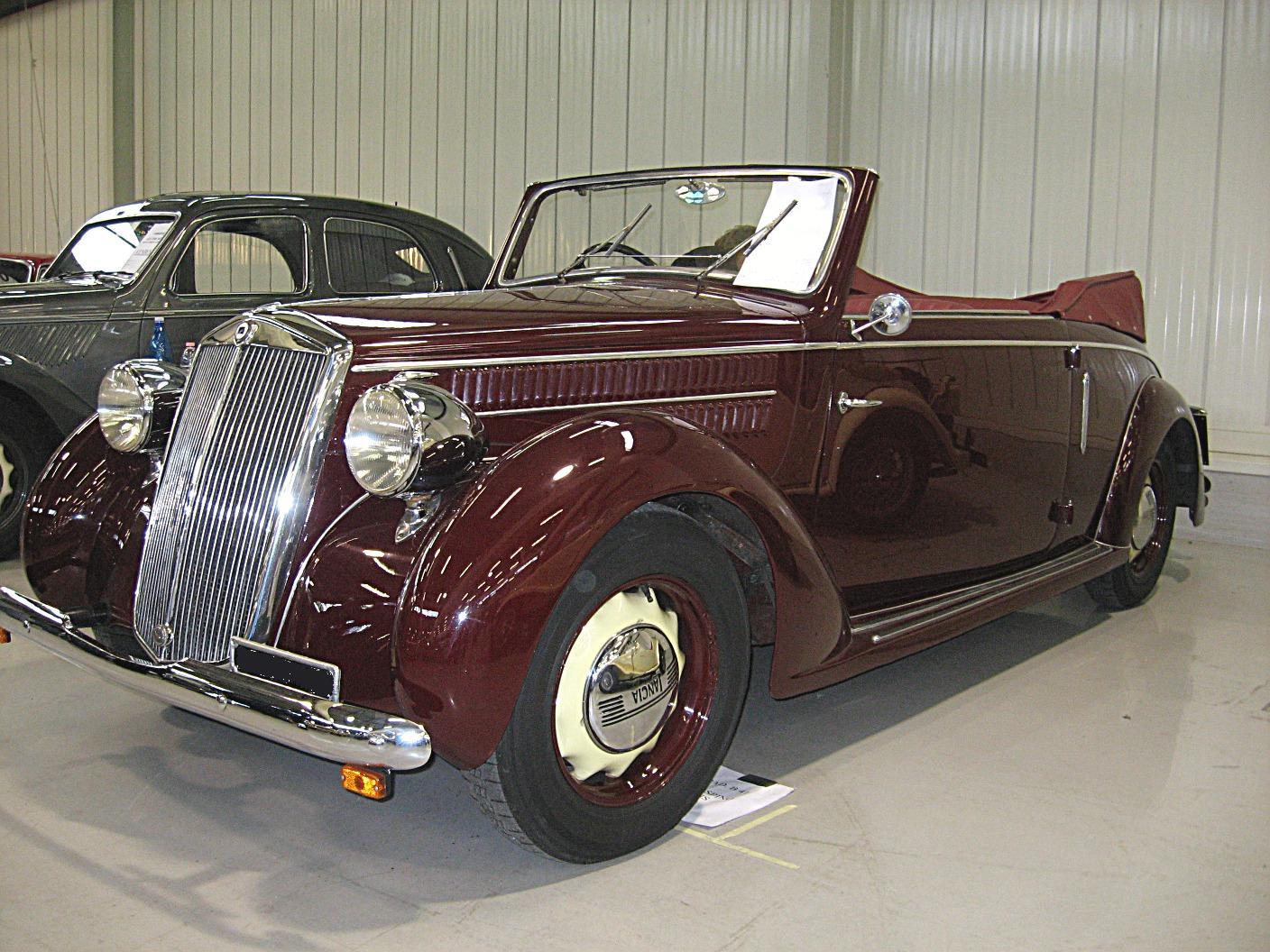